# Somyot Pongsuwan
Somyot Pongsuwan (thailändisch สมยศ พงษ์สุวรรณ; * 10. September 1993 in Sisaket), auch als Lim bekannt, ist ein thailändischer Fußballspieler.

## Karriere
Somyot Pongsuwan spielte von 2016 bis 2019 beim Sisaket FC. Wo er vorher gespielt hat, ist unbekannt. Mit dem Club aus Sisaket spielte er von 2016 bis 2017 in der ersten Liga, der Thai League. Für den Club absolvierte er 27 Erstligaspiele. Nachdem der Verein 2017 den 17. Tabellenplatz belegte, stieg er in die zweite Liga ab. 2019 wurde er an den Ligakonkurrenten Ubon United nach Ubon Ratchathani ausgeliehen. 2020 unterschrieb er einen Vertrag beim Erstligaaufsteiger BG Pathum United FC in Pathum Thani. Mitte 2020 wurde er an den Bangkoker Drittligisten Raj-Pracha FC ausgeliehen. Mit dem Verein spielte er in der dritten Liga in der Western Region. Nach Ende der Ausleihe kehrte er nicht zu BG zurück, sondern wurde direkt am 21. Dezember 2020 an den Zweitligisten Chiangmai FC nach Chiangmai verliehen. Für Chiangmai absolvierte er 38 Ligaspiele. Nach Vertragsende bei BG unterschrieb er Mitte Juli 2022 einen Vertrag beim Zweitligisten Raj-Pracha FC. Hier stand er bis Jahresende unter Vertrag. Für den Hauptstadtverein bestritt er zwölf Zweitligaspiele. Im Dezember 2022 wurde sein Vertrag nicht verlängert. Im gleichen Monat unterschrieb er einen Vertrag beim Drittligisten Rasisalai United FC. Mit dem Verein aus der Provinz Sisaket spielte er zehnmal in der North/Eastern Region der Liga. Zu Beginn der Saison 2023/24 unterschrieb er im Sommer 2023 einen Vertrag beim ebenfalls in der North/Eastern Region spielenden Ubon Kruanapat FC. Nach 22 Ligaspielen kehrte er im Sommer 2024 zum Rasisalai United FC zurück. Am Ende der Saison 2024/25 feierte er mit dem Verein die Meisterschaft der Region sowie die Qualifikation zu den Aufstiegsspielen zur zweiten Liga. Hier konnte man sich in der National Championship durchsetzen und stieg somit in die zweite Liga auf.

## Erfolge
Rasisalai United FC
- Thai League 3 – North/East: 2024/25